# ميلتون إي. لورد
ميلتون إي. لورد (بالإنجليزية: Milton E. Lord)‏ هو أمين مكتبة أمريكي، ولد في 12 يونيو 1898 في لين في الولايات المتحدة، وتوفي في 12 فبراير 1985 في سالم في الولايات المتحدة.